# Javier Arnaldo Portillo
Javier Arnaldo Portillo Martínez (Morolica, 10 giugno 1981) è un ex calciatore honduregno, di ruolo centrocampista.

## Carriera

### Club
Ha giocato nella massima serie honduregna con varie squadre.

### Nazionale
Ha esordito con la nazionale honduregna nel 2011.

## Palmarès

### Club

#### Competizioni internazionali
- CONCACAF League: 1

CD Olimpia: 2017